# Per Westin (dykare)
Per Westin är en svensk fridykare, tävlingsaktiv sedan 2006. Han har representerat Sverige i VM i både pool, djup och lag och har haft svenskt rekord i dynamisk apnea med fenor (DYN) fem gånger och i djupdykning, konstant vikt med fenor (CWT) en gång. Under VM i Maribor 2007 blev han förste svensk någonsin att nå drömgränsen 200 meter i dynamisk apnea, vilket då endast sju herrar gjort förr. Per blev 2009 Sveriges första svenska mästare i dynamisk apnea. Per tog också SM-guld 2011 samt 2013 när SM för första gången var under riksidrottsförbundet. Han har även vunnit vandringspriset Delfinerna, för bästa resultat under en säsong, tre gånger 2006, 2007 och 2009.